# Trilogy (álbum de The Weeknd)
Trilogy é a primeira coletânea musical do artista musical canadense The Weeknd. O seu lançamento ocorreu na Alemanha em 9 de novembro de 2012, seguido de uma distribuição no Reino Unido três dias depois e no Canadá e nos Estados Unidos no dia seguinte; em todos estes países, o produto foi lançado através das gravadoras XO e Republic. Consiste em três CDs apresentando as mixtapes lançadas no ano anterior pelo cantor, House of Balloons, Thursday e Echoes of Silence, com cada um acrescido de uma nova canção.

## Lista de faixas
| Disco 1: House of Balloons |                                         | |                          |         |  |
| N.º                        | Título                                  | Compositor(es)                                                                                                  | Produtor(es)             | Duração |  |
| 1.                         | "High for This"                         | Abel Tesfaye, Adrien Gough, Henry Walter                                                                        | Dream Machine            | 4:07    |  |
| 2.                         | "What You Need"                         | Tesfaye, Jeremy Rose                                                                                            | Rose, The Weeknd         | 3:16    |  |
| 3.                         | "House of Balloons / Glass Table Girls" | Tesfaye, Doc McKinney, Carlo Montagnese, Susan Ballion, Peter Clarke, John Martin, Steven Severin, Trent Reznor | McKinney, Illangelo      | 6:47    |  |
| 4.                         | "The Morning"                           | Tesfaye, McKinney, Montagnese                                                                                   | McKinney, Illangelo      | 5:15    |  |
| 5.                         | "Wicked Games"                          | Tesfaye, McKinney, Montagnese, Rainer Millar Blancheur                                                          | McKinney, Illangelo      | 5:25    |  |
| 6.                         | "The Party & The After Party"           | Tesfaye, Rose, Millar Blancheur, Victoria Legrand, Alex Scally                                                  | Rose, The Weeknd, Rainer | 7:36    |  |
| 7.                         | "Coming Down"                           | Tesfaye, McKinney, Illangelo                                                                                    | McKinney, Illangelo      | 4:55    |  |
| 8.                         | "Loft Music"                            | Tesfaye, Rose, Legrand, Scally                                                                                  | Rose, The Weeknd         | 6:04    |  |
| 9.                         | "The Knowing"                           | Tesfaye, McKinney, Montagnese, Elizabeth Fraser, Robin Guthrie, Simon Raymonde                                  | McKinney, Illangelo      | 5:41    |  |
| 10.                        | "Twenty Eight" (faixa bônus)            | Tesfaye, McKinney, Montagnese                                                                                   | McKinney, Illangelo      | 4:18    |  |
| Duração total:             | Duração total:                          | Duração total:                                                                                                  | Duração total:           | 53:42   |  |

| Disco 2: Thursday |                         |                                                                                             |                     |         |  |
| N.º               | Título                  | Compositor(es)                                                                              | Produtor(es)        | Duração |  |
| 1.                | "Lonely Star"           | Tesfaye, McKinney, Montagnese                                                               | McKinney, Illangelo | 5:49    |  |
| 2.                | "Life of the Party"     | Tesfaye, McKinney, Montagnese, Anthony Grier, Björn Berglund, Pontus Berghe, Vincent Reilly | McKinney, Illangelo | 4:57    |  |
| 3.                | "Thursday"              | Tesfaye, McKinney, Montagnese                                                               | McKinney, Illangelo | 5:19    |  |
| 4.                | "The Zone" (com Drake)  | Tesfaye, Aubrey Graham, McKinney, Montagnese                                                | McKinney, Illangelo | 6:58    |  |
| 5.                | "The Birds, Pt. 1"      | Tesfaye, McKinney, Montagnese                                                               | McKinney, Illangelo | 3:34    |  |
| 6.                | "The Birds, Pt. 2"      | Tesfaye, McKinney, Montagnese, Martina Topley-Bird, Alex McGowan, Nick Bird, Steve Crittall |                     | 5:50    |  |
| 7.                | "Gone"                  | Tesfaye, McKinney, Montagnese                                                               | McKinney, Illangelo | 8:07    |  |
| 8.                | "Rolling Stone"         | Tesfayem McKinney, Montagnese                                                               | McKinney, Illangelo | 3:50    |  |
| 9.                | "Heaven or Las Vegas"   | Tesfaye, McKinney, Montagnese                                                               | McKinney, Illangelo | 5:53    |  |
| 10.               | "Valerie" (faixa bônus) | McKinney, Illangelo                                                                         |                     | 4:46    |  |
| Duração total:    | Duração total:          | Duração total:                                                                              | Duração total:      | 56:07   |  |

| Disco 3: Echoes of Silence |                                                |                                                                 |                         |         |  |
| N.º                        | Título                                         | Compositor(es)                                                  | Produtor(es)            | Duração |  |
| 1.                         | "D.D."                                         | Michael Jackson                                                 | Illangelo               | 4:35    |  |
| 2.                         | "Montreal"                                     | Tesfaye, Montagnese, France Gall                                | Illangelo               | 4:10    |  |
| 3.                         | "Outside"                                      | Tesfaye, Montagnese, Ahmad Balshe, Madeline Follin, Ryan Mattos | Illangelo               | 4:20    |  |
| 4.                         | "XO / The Host"                                | Tesfaye, Montagnese                                             | Illangelo               | 7:23    |  |
| 5.                         | "Initiation"                                   | Tesfaye, Martin Wong, Montagnese, Georgia Anne Muldrow          | DropXLife, Illangelo    | 4:20    |  |
| 6.                         | "Same Old Song" (com Juicy J)                  | Tesfaye, Jordan Houston, Montagnese                             | Illangelo               | 5:12    |  |
| 7.                         | "The Fall"                                     | Tesfaye, Mike Volpe, Montagnese                                 | Clams Casino, Illangelo | 5:45    |  |
| 8.                         | "Next"                                         | Tesfaye, Montagnese, Wong                                       | Illangelo               | 6:00    |  |
| 9.                         | "Echoes of Silence"                            | Tesfaye, Montagnese                                             | Illangelo               | 4:02    |  |
| 10.                        | "Till Dawn (Here Comes the Sun)" (faixa bônus) | Tesfaye, McKinney, Montagnese                                   | McKinney, Illangelo     | 5:19    |  |
| Duração total:             | Duração total:                                 | Duração total:                                                  | Duração total:          | 51:04   |  |

| Vídeo musical bônus da iTunes Store |            |         |  |
| N.º                                 | Título     | Duração |  |
| 11.                                 | "The Zone" | 5:16    |  |

Notas
- "What You Need" apresenta uma demonstração de "Rock the Boat", escrita por Static Major, Eric Seats e Rapture Stewart e interpretada por Aaliyah, mas tal foi retirada em Trilogy devido à negação da gravadora da artista em permitir o seu uso.[2]
- "D.D" é uma regravação de "Dirty Diana", escrita e cantada por Michael Jackson.[3]

Créditos de demonstração
- "House of Balloons / Glass Table Girls" contém demonstrações de "Happy House", escrita por Susan Ballion, Peter Clarke, John Martin, Steven Severin e interpretada por Siouxsie and the Banshees, e de "Closer", escrita por Trent Reznor e interpretada por Nine Inch Nails.
- "The Party and The After Party" contém demonstrações de "Master of None", escrita por Victoria Legrand e Alex Scally e interpretada por Beach House.
- "Loft Music" apresenta demonstrações de "Gila", escrita por Legrand e Scally e interpretada por Beach House.
- "The Knowing" apresenta demonstrações de "Cherry Coloured Funk", escrita por Elizabeth Fraser, Robin Guthrie e Simon Raymonde e interpretada por Cocteau Twins.
- "Life of the Party" possui elementos de "Drugs in My Body", escrita por Anthony Grier, Björn Berglund, Pontus Berghe e Vincent Reilly e interpretada por Thieves Like Us.
- "The Birds, Pt. 2" possui elementos de "Sandpaper Kisses", escrita por Martina Topley-Bird, Alex McGowan, Nick Bird e Steve Crittall e interpretada por Topley-Bird.
- "Montreal" contém elementos de "Laisse tomber les filles", escrita e interpretada por France Gall.
- "Outside" contém elementos de "Go Outside", escrita por Madeline Follin e Ryan Mattos e interpretada por Cults.
- "Initiation" contém elementos de "Patiente", escrita e interpretada por Georgia Anne Muldrow.

## Desempenho nas tabelas musicais
| Tabela musical (2012)                                  | Melhor posição |
| ------------------------------------------------------ | -------------- |
| Austrália (ARIA Charts)                                | 93             |
| Alemanha (Media Control Charts)                        | 90             |
| Bélgica (Ultratop 50 de Flandres)                      | 60             |
| Canadá (Canadian Albums Chart)                         | 5              |
| Dinamarca (Hitlisten)                                  | 22             |
| Escócia (The Official Charts Company)                  | 67             |
| Estados Unidos (Billboard 200)                         | 4              |
| Estados Unidos (Top R&B/Hip-Hop Albums)                | 1              |
| Estados Unidos (Digital Albums)                        | 1              |
| França (Syndicat National de l'Édition Phonographique) | 128            |
| Reino Unido (UK Albums Chart)                          | 37             |
| Suíça (Schweizer Hitparade)                            | 58             |

| Tabela musical (2013)                   | Posição |
| --------------------------------------- | ------- |
| Estados Unidos (Billboard 200)          | 63      |
| Estados Unidos (Top R&B/Hip-Hop Albums) | 17      |
| Tabela musical (2014)                   | Posição |
| Estados Unidos (Top R&B/Hip-Hop Albums) | 80      |
| Tabela musical (2015)                   | Posição |
| Estados Unidos (Billboard 200)          | 97      |
| Tabela musical (2016)                   | Posição |
| Estados Unidos (Billboard 200)          | 122     |
| Tabela musical (2017)                   | Posição |
| Estados Unidos (Billboard 200)          | 157     |

| País (Empresa)             | Certificação |
| -------------------------- | ------------ |
| Canadá (Music Canada)      | 2× Platina   |
| Dinamarca (IFPI Dinamarca) | Ouro         |
| Estados Unidos (RIAA)      | 3× Platina   |
| Reino Unido (BPI)          | Ouro         |

## Histórico de lançamento
| País           | Data                   | Formato              | Gravadora    |
| -------------- | ---------------------- | -------------------- | ------------ |
| Alemanha       | 9 de novembro de 2012  | CD                   | Republic     |
| Reino Unido    | 12 de novembro de 2012 | CD, download digital | Island       |
| Canadá         | 13 de novembro de 2012 | CD, download digital | XO, Republic |
| Estados Unidos | 13 de novembro de 2012 | CD, download digital | XO, Republic |